# 高加索的亞歷山卓

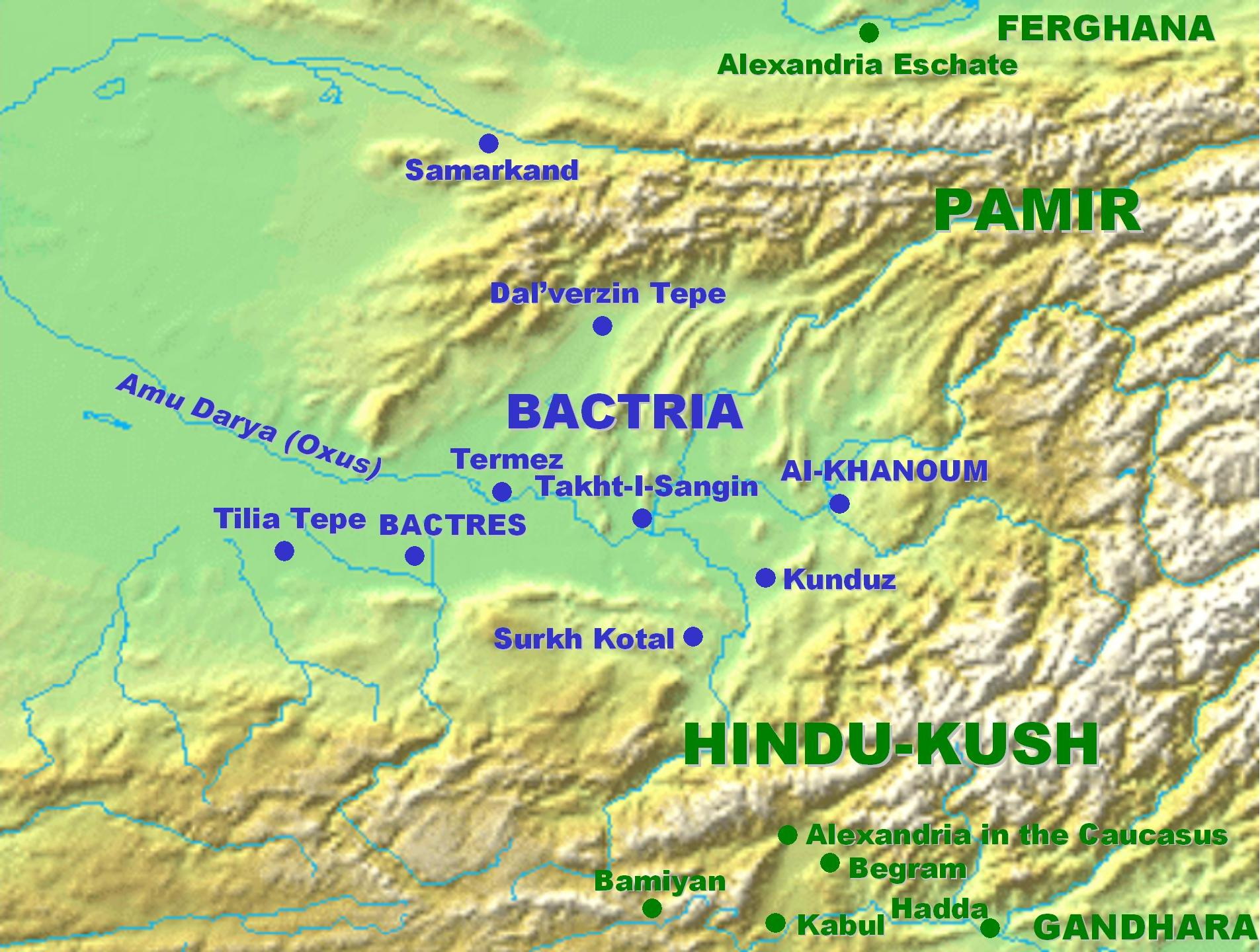
高加索的亞歷山卓在巴克特利亞南方，興都庫什山脈地區

高加索的亞歷山卓是亞歷山大大帝在帕羅帕米薩達地區，興都庫什山脈南方小丘的重要的要道所建立的殖民都市，並命名為亞歷山卓 ，中世紀時稱作迦畢試，今日的貝格拉姆。古代馬其頓人稱作興都庫什山脈為高加索山脈。 

## 亞歷山大大帝
在前329年三月，亞歷山大在先前阿契美尼德王朝居魯士大帝所建立的要塞舊址上，興建新的城防設施來建造新的城市，根據羅馬歷史學家昆圖斯·庫爾提烏斯·魯夫斯記載，亞歷山大遷入7,000名馬其頓人、3,000雇傭軍和數千名當地人，而西西里的狄奧多羅斯卻記載亞歷山大遷入7,000名當地人、3,000名隨軍非武裝人員和大量的雇傭軍。

## 印度-希臘王國首府
高加索的亞歷山卓是印度-希臘諸國其中一個首都。在米南德一世在位期間，高加索的亞歷山卓在希臘僧侶帶頂下，佛教相當興盛。在巴利語史籍《大史》中，希臘僧侶Mahadharmaraksita說自己來自“Alasandra”，並和30,000名比丘參加位於僧伽羅的窣堵坡落成大典。
從考古所發現的錢幣推論，城市的保護神似乎是宙斯。

## 考古
查理·馬松發現到一些有關高加索亞歷山卓的考古證據，包括硬幣、指環、印章和一些小的物件，使歷史上對於這座的失落城市開啟曙光。在1930年代時，羅曼·吉爾斯芒在貝格拉姆附近展開挖掘，發現埃及和敘利亞人的墓葬區、青銅雕像、碗、雕像和其他物件，確認在亞歷山大大帝征服行動後，高加索的亞歷山卓是西方前往印度的重要門戶。

## 外部連結
- Livius.org: Alexandria in the Caucasus （页面存档备份，存于）